# Johann Baptist Ellmenreich
Johann Baptist Ellmenreich (Neubrisach, 1770-1850) fou un cantant i compositor alemany. Estava casat amb la contralt Friederike Ellmenreich.
Posseïa una bella veu de baix i cantà per espai de molts anys en el teatre d'òpera d'Hamburg, intentant el 1802 establir un teatre d'òpera alemanya a París. Deixà diverses composicions per a cant.